# ویکتوریا (گیاه)
ویکتوریا (نام علمی: Victoria) نام یک سرده از تیره نیلوفرآبیان، با برگ‌های سبز بسیار بزرگی است که روی سطح آب قرار دارند. نیلوفر آبی بولیوی دارای یک برگ به عرض ۳ متر (۹٫۸ فوت) و طول ساقه تا ۸ متر (۲۶ فوت) است. نام سرده به افتخار ملکه ویکتوریای بریتانیا داده شد. سایر گیاهان آبی را در حالی که گسترش می‌یابد کنار می‌کشد تا زمانی که فقط گیاهانی از نوع خود باقی بمانند. هنگامی که این اتفاق می‌افتد، نور خورشید را به طور کامل از رسیدن به گیاهان زیر آب قطع کرده است.  هر سه گونه معمولاً دارای چهار کاسبرگ هستند که هر کدام ۱۲ سانتی‌متر (۴٫۷ اینچ) طول و ۸ سانتی‌متر (۳٫۱ اینچ) عرض دارند. معمولاً ۵۰ تا ۷۰ گلبرگ و ۱۵۰ تا ۲۰۰ پرچم وجود دارد.
گل نیلوفر آبی در فلوریاگرافی به معنای عشق، پاکی و تولد دوباره است. 

## گونه‌ها
| تصویر | نام                                                      | پراکندگی                                                     | شرح |
| ----- | -------------------------------------------------------- | ------------------------------------------------------------ | --- |
|       | دیس آبی Victoria cruziana اوربینجی                       | حوضه پارانا-پاراگوئه                                         | اندکی کوچک‌تر از نیلوفر آبی بزرگ، با سطح زیرین برگ‌ها بنفش به جای قرمز نیلوفر آبی بزرگ، و پوشیده از موی هلومانند فاقد نیلوفر آبی بزرگ. دیس آبی گل‌های خود را هنگام غروب باز می‌کند. |
|       | نیلوفر آبی بزرگ Victoria amazonica (Poepp.) J.C. Sowerby | آب‌های کم‌عمق حوضه رودخانه آمازون، مانند دریاچه‌های طوقی و بایو | گل‌ها در شب اول باز شده و سفید هستند و در شب دوم صورتی می‌شوند. قطر آنها به ۴۰ سانتی‌متر می‌رسد و توسط سوسک‌های سرگین‌غلتان گرده‌افشانی می‌شوند. به گفته پارودی، هر دو نیلوفر آبی بزرگ و دیس آبی می‌توانند گهگاه گل‌هایی به عرض ۳۰ سانتی‌متر (۲۰ اینچ) تولید کنند. این گل در نشان رسمی گویان به تصویر کشیده شده است. |
|       | نیلوفر آبی بولیوی Victoria boliviana Magdalena & L.T.Sm. | بولیوی                                                       | عرض برگ‌ها به بیش از ۳ متر (۹٫۸ فوت) می‌رسد. |

اولین توصیف منتشر شده از این جنس توسط جان لیندلی در سال ۱۸۳۷ بر اساس نمونه‌هایی بود که توسط رابرت شومبورک از گویان بریتانیا بازگردانده شد. لیندلی این سرده را به افتخار ملکه جدید ویکتوریا و گونه Victoria regia نامگذاری کرد. گزارش قبلی از این گونه، Euryale amazonica پوپیگ، در سال ۱۸۳۲، میل به نیلوفر آبی روباه را توصیف کرد. مجموعه و شرحی نیز توسط گیاه شناس فرانسوی آیمه بونپلان در سال ۱۸۲۵ ساخته شد.
برگ می‌تواند وزنی تا ۳۲ کیلوگرم (۷۱ پوند) را تحمل کند که به طور مناسب توزیع شده است، اگرچه سطح برگ ظریف است: به طوری که «یک کاه که ۶ اینچ از آن بالا گرفته شده و به صورت عمود بر روی آن می‌افتد، به آسانی از آن عبور می‌کند».